# All Dressed up for School
«All Dressed up for School» es una canción escrita por Brian Wilson para The Beach Boys. Se grabó durantes las sesiones para el álbum The Beach Boys Today! de 1965, pero no fue editada hasta 1990. Carl Wilson canta como voz principal, una rareza en el momento que la canción fue grabada. En la canción, el cantante se encuentra de repente atraído por una chica (que estaba enamorado de él) que no le había interesado hasta que se vistió con ropa de escuela nueva. Pero todos los otros chicos también están tratando de atraer su atención, lo que significa que la chica ya no tiene tiempo para él.
El autor Philip Lambert describió la canción como "llena de invención musical" y dijo que las letras son "interesantes" a pesar de ser "inadecuadas para su lanzamiento en 1964". El autor Andrew Hickey describió la canción como "absolutamente asombrosa".

## Composición
"All Dressed up for School" comenzó siendo llamada "What Will I Wear to School (Today)", una canción que fue escrita a principios de 1964 para Sharon Marie, (una amiga de Mike Love) pero nunca llegó a ser grabada.
Partes de la melodía de "All Dressed Up for School" serían reutilizadas por Brian Wilson en "I Just Got My Pay", una pista que iba a aparecer en Sunflower pero que no fue incluida en el álbum. Aquella canción fue editada  en el box set Good Vibrations: Thirty Years of The Beach Boys de 1993. Los acordes en la apertura vocal a capella fueron usados más tarde en versiones inéditas de "Heroes and Villains" y más tarde en el sencillo "Goin On" de 1980.

## Grabación
La canción se grabó el 14 de septiembre de 1964 en Western Studios, con Chuck Britz como ingeniero de grabación. Fue editada en 1990 y la mezcla fue realizada por Mark Linett.

## Créditos
Los detalles de la sesión fueron archivados por Craig Slowinski.
The Beach Boys
- Al Jardine - bajo eléctrico, armonías y apoyo vocal, palmas
- Mike Love - armonías y apoyo vocal, palmas
- Brian Wilson - piano, armonías y apoyo vocal, palmas
- Carl Wilson - guitarra eléctrica de 12 cuerdas y guitarra rítmica, voz principal, palmas
- Dennis Wilson - batería, vocal, palmas

Músicos edicionales y otros
- Jimmy Bond - contrabajo
- Chuck Britz – ingeniero
- Steve Douglas - saxofón tenor
- Carl Fortina - acordeón
- Melvin Pollan - contrabajo
- Lyle Ritz - contrabajo